# Deronectes moestus
Deronectes moestus é uma espécie de insetos coleópteros pertencente à família Dytiscidae.
A autoridade científica da espécie é Fairmaire, tendo sido descrita no ano de 1858.
Trata-se de uma espécie presente no território português.